# ذخیره‌گاه طبیعی لوآر گرجس

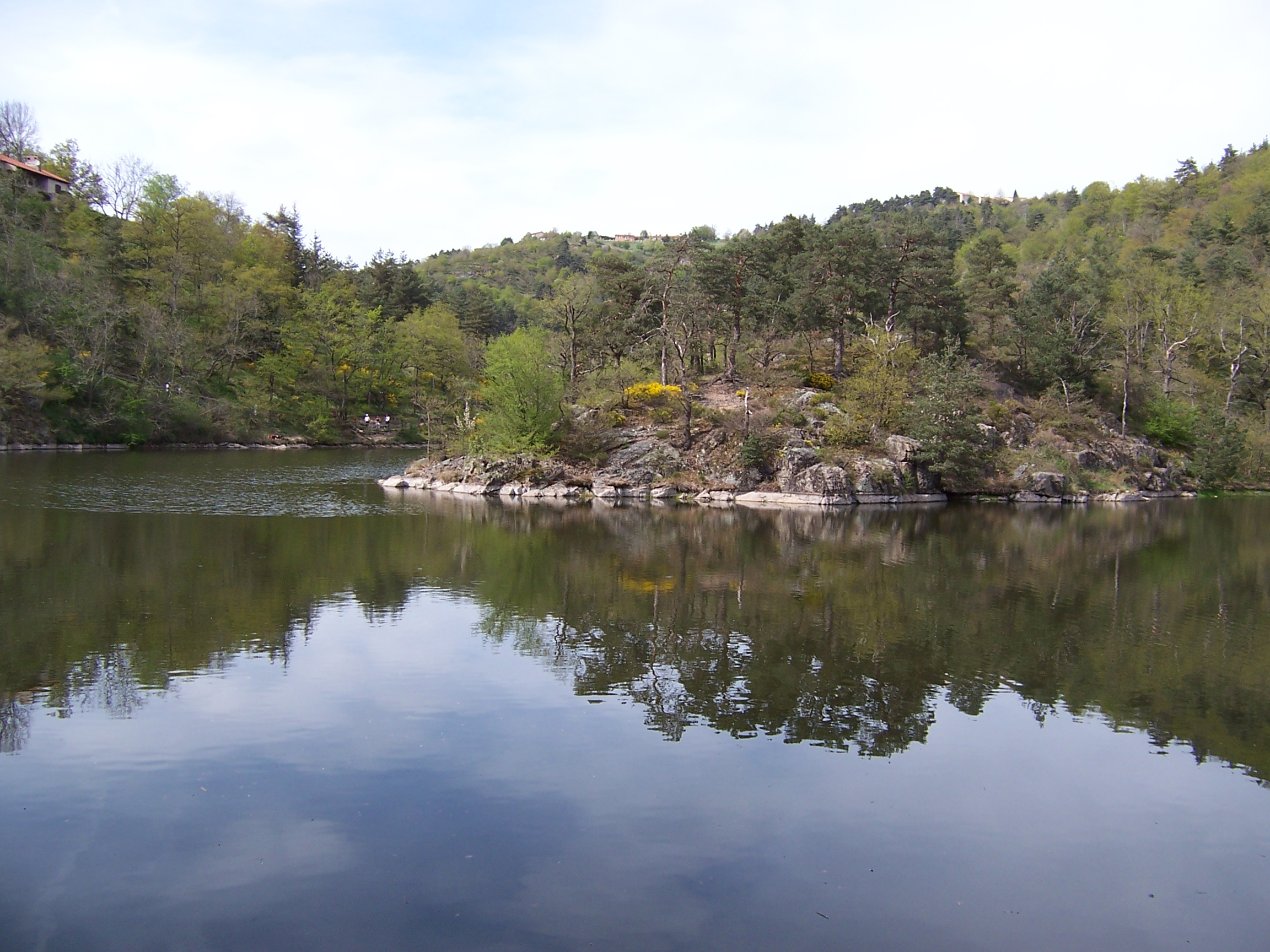
ذخیره‌گاه طبیعی لوآر گرجس

ذخیره‌گاه طبیعی لوآر گرجس (به فرانسوی: Réserve naturelle régionale des gorges de la Loire) فضای طبیعی می‌باشد در امتداد رود لوآر و در غرب شهر سنت اتین واقع شده‌است. این فضای طبیعی از ۸ مارس ۱۹۸۸ به عنوان یک ذخیره‌گاه منطقه‌ای به صورت داوطلبانه درآمد و در سال ۲۰۱۲ یک منطقه حفاظت شده رسمی شد.

## گیاهان و حیوانات شاخص

### گیاهان
- اسپارتی منزه
- آسارین کذاب
- نژاده رزاسه
- شبدر زیرزمینی[۲]

### حیوانات
- وزغ شکم زرد
- سوسک شاخ گوزنی
- پروانه نیلی بزرگ[۳]